# Hatvani járás
A Hatvani járás Heves vármegyéhez tartozó járás Magyarországon, amely 2013-ban jött létre. Székhelye Hatvan. Területe 352,16 km², népessége 50 585 fő, népsűrűsége 144 fő/km² volt a 2012. évi adatok szerint. Két város (Hatvan és Lőrinci) és – 2019 októbere óta – 12 község tartozik hozzá.
A Hatvani járás a járások 1983-as megszüntetése előtt is létezett, 1969-ben szűnt meg, és székhelye az állandó járási székhelyek kijelölése (1886) óta végig Hatvan volt.

## Települései
| Település        | Rang (2013. július 15.) | Kistérség (2013. január 1.) | Népesség (2012. január 1.) | Terület (km²) |
| ---------------- | ----------------------- | --------------------------- | -------------------------- | ------------- |
| Hatvan           | járásszékhely város     | Hatvani                     | 20 259                     | 66,31         |
| Lőrinci          | város                   | Hatvani                     | 5 880                      | 23,53         |
| Apc              | község                  | Hatvani                     | 2 552                      | 20,46         |
| Boldog           | község                  | Hatvani                     | 2 975                      | 26,74         |
| Csány            | község                  | Hatvani                     | 2 204                      | 47,89         |
| Ecséd            | község                  | Hatvani                     | 3 193                      | 41,6          |
| Heréd            | község                  | Hatvani                     | 1 976                      | 13,96         |
| Hort             | község                  | Hatvani                     | 3 627                      | 43,09         |
| Kerekharaszt     | község                  | Hatvani                     | 707                        | 14,36         |
| Nagykökényes     | község                  | Hatvani                     | 586                        | 17,28         |
| Petőfibánya      | község                  | Hatvani                     | 2 754                      | 11,11         |
| Rózsaszentmárton | község                  | Hatvani                     | 1 949                      | 16,31         |
| Szűcsi           | község                  | Gyöngyösi                   | 1 563                      | 17,38         |
| Zagyvaszántó     | község                  | Hatvani                     | 1 923                      | 9,52          |

## Története
Szűcsi a 2019-es önkormányzati választások időpontjával (2019. október 13.) átkerült a Gyöngyösi járásból.